# جیمز رولف
جیمز رولف (انگلیسی: James Rolph؛ ‏ ۲۳ اوت ۱۸۶۹ – ۲ ژوئن ۱۹۳۴) سیاستمدار جمهوری‌خواه، سی‌مین شهردار سان فرانسیسکو و بیست و هفتمین فرماندار ایالت کالیفرنیا بود.
از فیلم‌هایی که وی در آن‌ها نقش داشته است، می‌توان به بازدید میبل و چاقالو از نمایشگاه جهانی سان فرانسیسکو اشاره نمود.